# Cypripedium montanum
Cypripedium montanum es un miembro del género Cypripedium dentro de la familia Orchidaceae. Los miembros de este género se conocen comúnmente como las orquídeas zapatillas de dama.

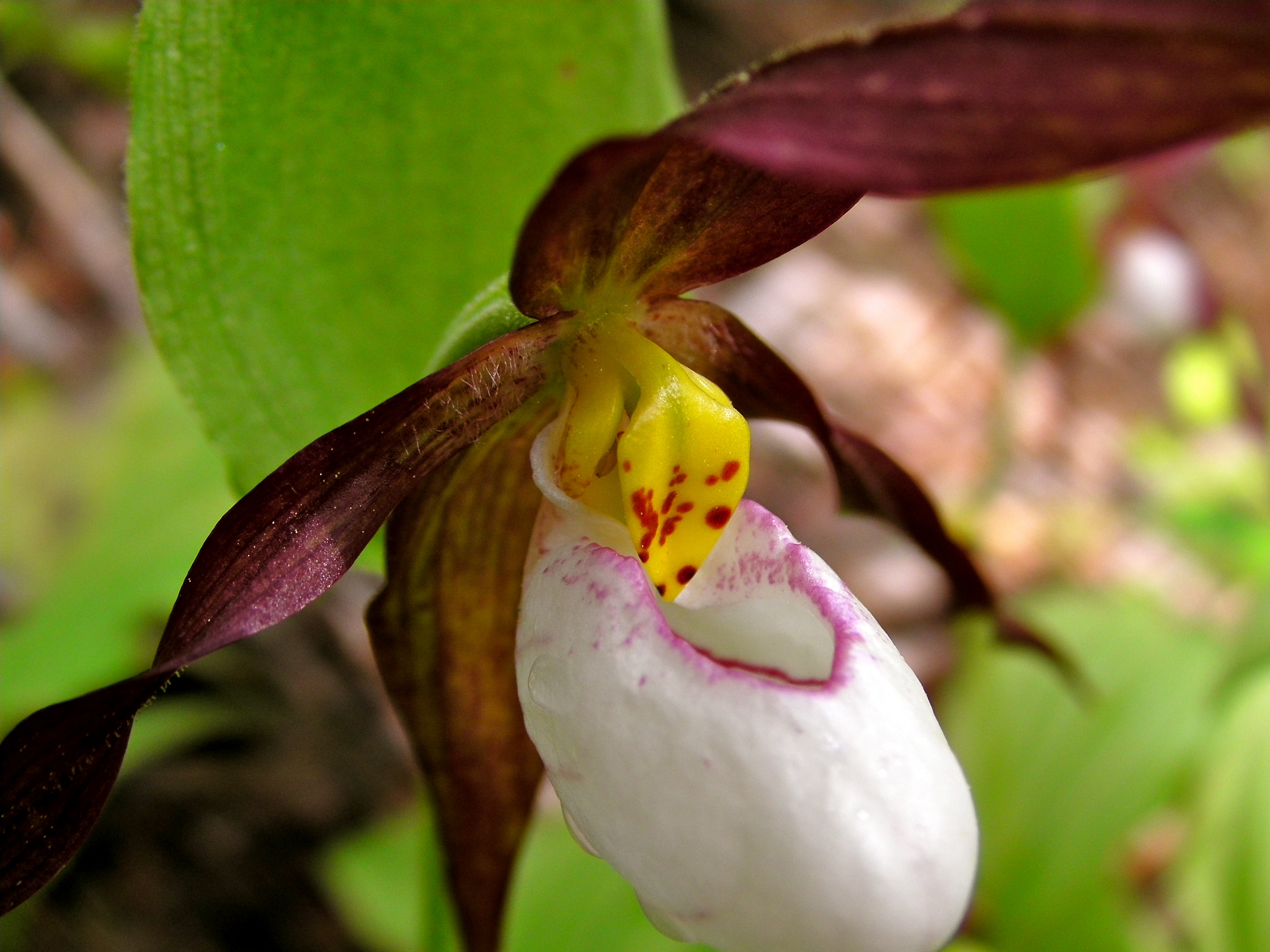
Detalle de la flor

## Descripción
La C. montanum, también conocida como "Mountain Lady's Slipper," (zapatilla de dama de montaña), alcanza en su desarrollo los 70 cm de altura. El tallo presenta hojas terminadas en pico alternas. En el extremo del tallo presenta de una a tres flores grandes. Los sépalos y pétalos tienden a ser to marrón oscuro mientras que el saco es blanco. Esta especie se encuentra muy próxima a Cypripedium parviflorum, así suelen ser muy similares con la diferencia principal del color del saco. 

## Hábitat
La C. montanum se puede encontrar a lo largo de la zona montañosa del oeste de los EE. UU. y Canadá, desde California y Colorado subiendo hasta Alaska. Normalmente se encuentra en zonas de montaña en alturas elevadas, en bosques abiertos y en laderas subalpinas. 

## Taxonomía
Cypripedium montanum fue descrita por Douglas ex Lindl. y publicado en The Genera and Species of Orchidaceous Plants 528. 1840.
Etimología
El nombre del género viene de « Cypris », Venus, y de "pedilon" = "zapato" o "zapatilla" en referencia a su labelo inflado en forma de zapatilla.
montanum: epíteto latino que significa "montano", refiriéndose a su localización en zonas montañosas.
Sinonimia
- Neuwiedia annamensis Gagnep. 1933;
- Neuwiedia javanica J.J.Sm. 1914;
- Neuwiedia zollingeri var. annamensis (Gagnep.) Aver. 2008;
- Neuwiedia zollingeri var. javanica (J.J.Sm.) de Vogel 1969;[5]

## Nombre común
- Español:  Flor mocasín, zapatilla de dama de montaña.